# Vaikom
Vaikom (malabar: വൈക്കം) es una ciudad del estado indio de Kerala perteneciente al distrito de Kottayam.
En 2011, el municipio que formaba la ciudad tenía una población de 23 234 habitantes, siendo sede de un taluk con una población total de 310 414 habitantes.
La localidad se ha desarrollado históricamente en torno a un templo de Shiva construido en 1594, conocido por albergar una importante festividad en noviembre. En 1924-1925, en torno a este templo se produjo una satyagraha que hizo conocida a la localidad en el país.
Se ubica en la costa oriental del lago Vembanad, en un entorno de estuario, unos 20 km al noroeste de la capital distrital Kottayam.